# Área tri-estatal
Área tri-estatal o área de tres estados (Tri-state area) es un término informal en el este contiguo de Estados Unidos para cualquiera de varias regiones asociadas con una ciudad o metrópoli en particular que, con suburbios adyacentes, se encuentra en tres estados. Algunos de estos implican un trifinio de límite de estado. Otras áreas tri-estatales tienen una población más difusa que comparte una economía y geografía conectada, especialmente con respecto a la geología, la botánica o el clima, como el área tri-estatal de Nueva York, Nueva Jersey y Connecticut. El término "área tri-estatal" a menudo está presente en películas y comerciales de radio y televisión.

## Áreas tri-estatales
- El área metropolitana de Nueva York, que cubre partes de los estados de Nueva York, Nueva Jersey y Connecticut, aunque también incluye partes del noreste de Pensilvania.
- La región del valle de Delaware, que incluye el este de Pensilvania, el sur de Nueva Jersey y el norte de Delaware.
- El área tri-estatal de Pittsburgh, que cubre partes de Pensilvania, Ohio y Virginia Occidental.
- La región tri-estatal del Valle Minisink, que cubre el Condado de Orange, Nueva York, el Condado de Sussex, Nueva Jersey y el Condado de Pike, Pensilvania.
- El área metropolitana de Cincinnati, que incluye Ohio, Kentucky e Indiana.
- El área tri-estatal de Chicago, o Chicagoland, incluye el noreste de Illinois, el noroeste de Indiana y el sureste de Wisconsin. Partes del suroeste de Míchigan en la región de Michiana también están vinculadas culturalmente a Chicago. El Tri-State Tollway conecta la parte de Chicago de Illinois con el noroeste de Indiana y el sureste de Wisconsin.
- El área metropolitana de Memphis o Mid-South, incluye el oeste de Tennessee, el noroeste de Misisipi y el delta de Arkansas.
- El área tri-estatal de Dubuque, Iowa, se extiende a Illinois y Wisconsin.
- El área tri-estatal de La Crosse, Wisconsin, incluye La Crosse y Onalaska en Wisconsin, La Crescent, Hokah y Brownsville en Minnesota, y New Albin y Lansing en Iowa.
- El área tri-estatal de Chattanooga, incluye partes de Alabama y Georgia.
- La parte más al noreste de Maryland que se encuentra con Delaware y Pensilvania.
- El área que incluye a Washington D. C. y las partes cercanas de Maryland y Virginia a veces se conoce como un "área tri-estatal", aunque el Distrito de Columbia no es un estado; Sin embargo, con la presencia del condado de Jefferson, Virginia Occidental, en el Washington-Arlington-Alexandria oficial área estadística metropolitana, la región, como se define por el Gobierno de los EE. UU., no en el hecho de incluir tres estados. Esta área se conoce coloquialmente como "el DMV" (DC, Maryland, Virginia).
- El "Distrito Joplin", una región minera de plomo y zinc de Oklahoma, Kansas y Misuri, produce especímenes minerales conocidos como minerales "tri-estatales", que generalmente consisten principalmente en esfalerita.
- El área tri-estatal de Quincy, Illinois, incluye partes de Misuri e Iowa.
- El área tri-estatal de Illinois – Indiana – Kentucky incluye Evansville, Indiana y partes adyacentes de Illinois y Kentucky.
- El área metropolitana de Huntington-Ashland incorpora ciudades en diez condados en Kentucky, Ohio y Virginia Occidental. Esta área a veces se conoce como "Kyova", un acrónimo de las abreviaturas estatales.
- La región de Wiregrass incluye el sureste de Alabama, el sur de Georgia y el Mango de Florida.

Las áreas de Quincy, Evansville y Huntington – Ashland son notables para los estados que incluyen que todas están separadas por ríos.

## Trifinios

### En tierra
De los 62 puntos en los Estados Unidos donde se reúnen tres y solo tres estados (cada uno de los cuales puede estar asociado con su propia área tri-estatal), 35 están en tierra firme y 27 están en el agua.

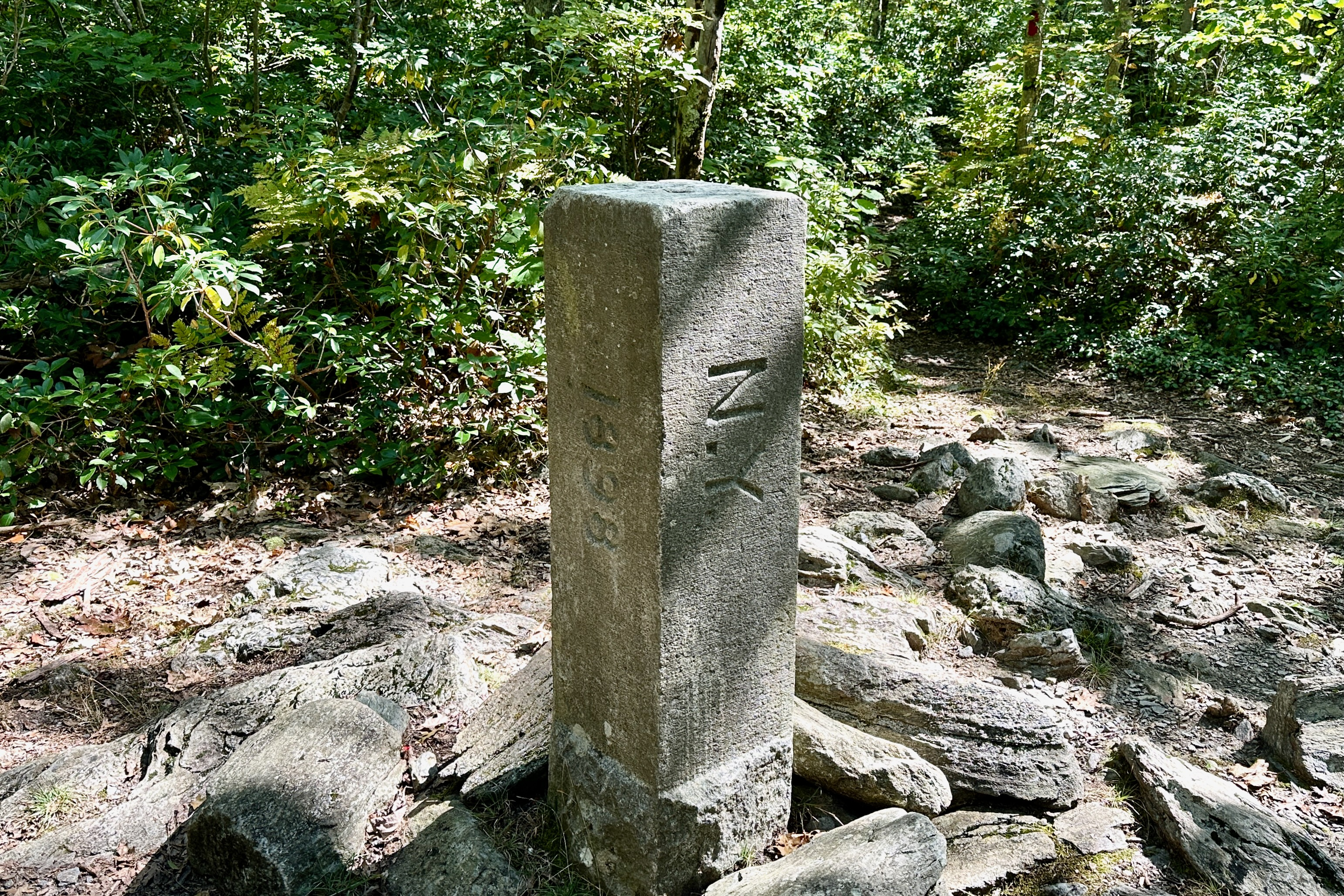
Marcador trifinio CT – MA – NY

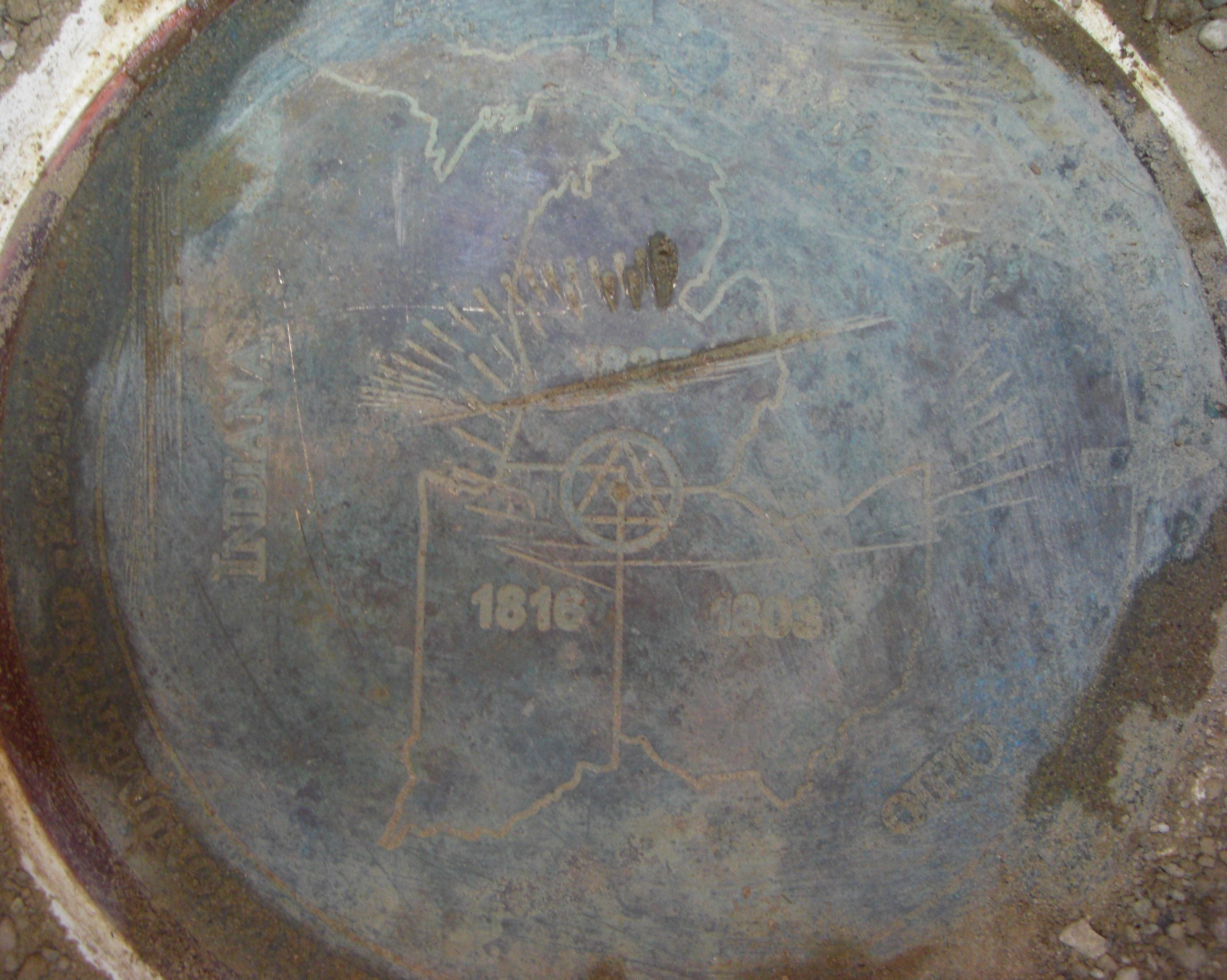
Marcador trifinio IN – MI – OH

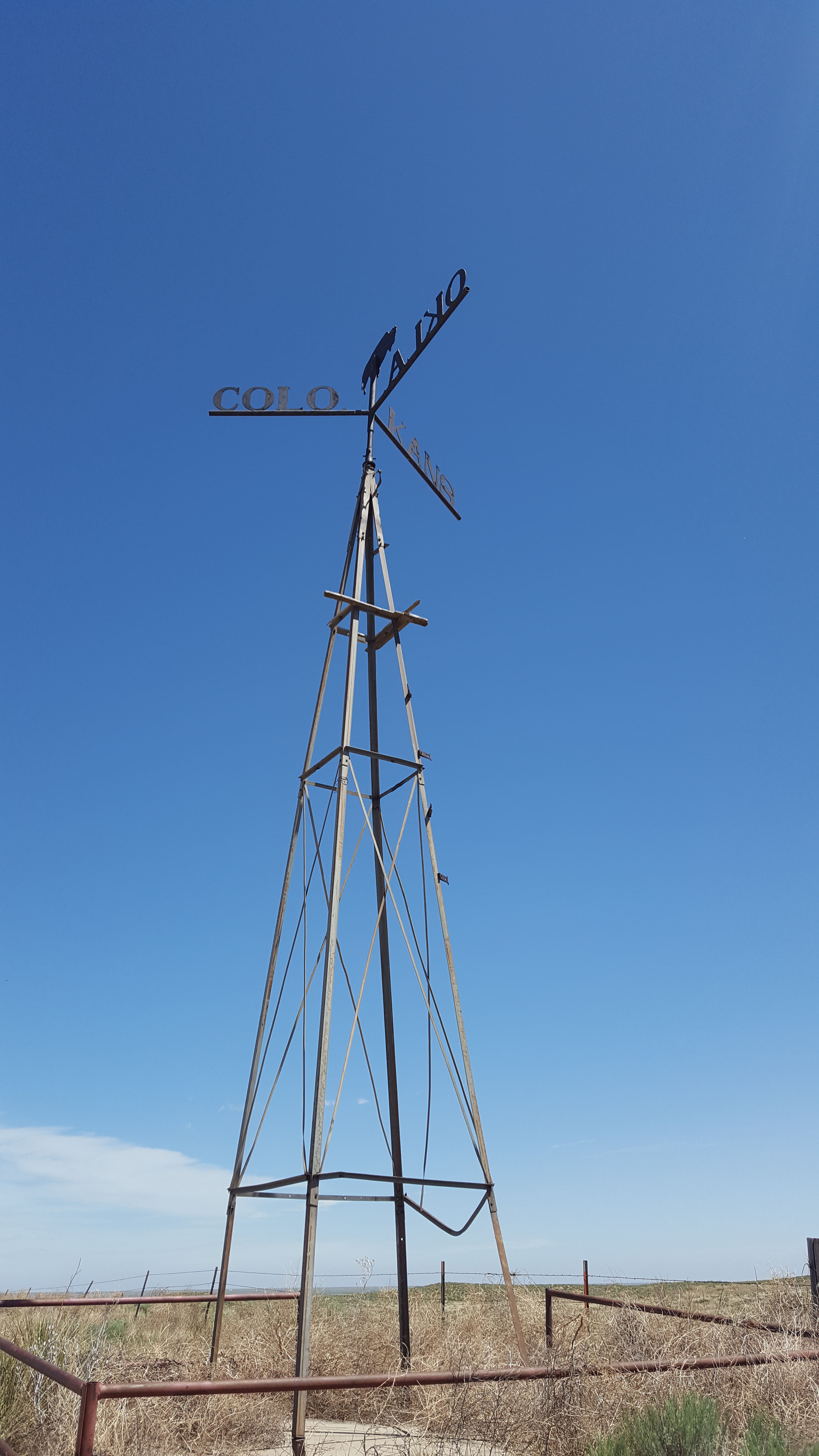
Marcador trifinio CO – KS – OK (8 Mile Corner)

| Estado 1           | Estado 2           | Estado 3       | Notas |
| ------------------ | ------------------ | -------------- | --- |
| Alabama            | Florida            | Georgia        | Marker on riverbank is actually a few feet above and west of true tripoint at high-water line. |
| Alabama            | Georgia            | Tennessee      | Marker on dry land at surface level and unmarked on lake in cavern directly below. Stolen in 2009 and returned two years later.                                                                                         |
| Arizona            | Nevada             | Utah           | Marked with a red sandstone monument. |
| Arkansas           | Luisiana           | Misisipi       | Unmarked on silt island in river connected to west bank by riprap. |
| Arkansas           | Luisiana           | Texas          | See Ark-La-Tex. Marker in process of being surrounded and absorbed by tree. |
| Arkansas           | Misuri             | Oklahoma       | Marked with a stone monument. |
| Arkansas           | Oklahoma           | Texas          | Unmarked on seasonal silt island or in river bed, but Oklahoma–Texas state line as revised in 2000 is defective in not extending from vegetation line on south bank to pre-established tripoint.                        |
| California         | Nevada             | Oregón         | Marked with a cairn. |
| Colorado           | Kansas             | Nebraska       | Marked with a brass disc. |
| Colorado           | Kansas             | Oklahoma       | 8 Mile Corner. Marker is concealed in crypt beneath removable manhole cover. |
| Colorado           | Nebraska           | Wyoming        | Marked with a stone surrounded by a three-stone colored base. |
| Colorado           | Nuevo México       | Oklahoma       | Preston Monument |
| Colorado           | Utah               | Wyoming        | Marked. |
| Connecticut        | Massachusetts      | New York       | See Brace Mountain or Mount Frissell. Marked with a stone inscribed with MASS-1898-NY and sometimes a "scratched-on" CONN.                                                                                              |
| Connecticut        | Massachusetts      | Rhode Island   | See Thompson, Connecticut. Marked with a stone inscribed with MASS-CONN-RI. |
| Delaware           | Maryland           | Pensilvania    | See Delaware Wedge. Marked with a stone inscribed with M-M-P-P, as this was not the original intended tri-point. |
| Georgia            | Carolina del Norte | Tennessee      | Marked. |
| Idaho              | Montana            | Wyoming        | Located within Yellowstone National Park. Marked, although difficult to access. |
| Idaho              | Nevada             | Oregón         | Marked with a three-sided stone inscribed with N-I-O on the respective faces. |
| Idaho              | Nevada             | Utah           | Marked with a granite monument inscribed with the respective states' names. |
| Idaho              | Utah               | Wyoming        | Marked with a stone. |
| Indiana            | Míchigan           | Ohio           | Brass marker with the shapes of the three states is located in a monument box beneath the surface of a rural road. Was set in 1999 and is referenced by a granite marker 20 feet to the east on the Michigan-Ohio line. |
| Iowa               | Minesota           | Dakota del Sur | True point is marked with a disc in the center of a T-shaped road intersection. A witness monument nearby in the South Dakota corner acknowledges the tri-point being set in 1859.                                      |
| Kansas             | Misuri             | Oklahoma       | Marked with a plaque on a seldom used dead-end road. |
| Kentucky           | Tennessee          | Virginia       | Tri-State Peak Located within Cumberland Gap National Historical Park. Marked. |
| Kentucky           | Virginia           | West Virginia  | Marked with a USGS marker on top of a two-foot high iron pipe at the river's high point. |
| Maryland           | Pensilvania        | West Virginia  | Marked with a pyramid-like stone. |
| Massachusetts      | Nuevo Hampshire    | Vermont        | Marker is technically on dry land, but buried within river bed due to a dam's construction downstream. |
| Massachusetts      | New York           | Vermont        | Marked with a stone. |
| Montana            | Dakota del Norte   | Dakota del Sur | Marked with a red granite stone. |
| Montana            | Dakota del Sur     | Wyoming        | Marked with a stone within a fence. |
| Nebraska           | Dakota del Sur     | Wyoming        | Marked with a stone within a fence. |
| Nueva Jersey       | New York           | Pensilvania    | Marked by the Tri-States Monument by Port Jervis, New York, at the confluence of the Delaware and Neversink rivers. |
| Nuevo México       | Oklahoma           | Texas          | Texhomex Marker |
| Carolina del Norte | Tennessee          | Virginia       | Marked. |

### Agua
| Estado 1    | Estado 2           | Estado 3           | Agua                          | Notas |
| ----------- | ------------------ | ------------------ | ----------------------------- | --- |
| Alabama     | Misisipi           | Tennessee          | Río Tennessee                 | |
| Arizona     | California         | Nevada             | Río Colorado                  | |
| Arkansas    | Misisipi           | Tennessee          | Río Misisipi                  | Memphis, área metropolitana de Tennessee. |
| Arkansas    | Misuri             | Tennessee          | Río Misisipi                  | |
| Connecticut | Nueva York         | Rhode Island       | Long Island Sound             | La parte de Nueva York que se encuentra en esta área tri-estatal es la Isla Fishers. Es el área metropolitana de New London, Connecticut.                                                                                |
| Delaware    | Nueva Jersey       | Pensilvania        | Río Delaware                  | Área metropolitana de Filadelfia, en el extremo este del círculo de doce millas. |
| Florida     | Georgia            | Alabama            | Río Chattahoochee             | Ubicado en el río muy cerca del marcador en tierra firme. |
| Georgia     | Carolina del Norte | Carolina del Sur   | Río Chatooga                  | Ubicado en el río muy cerca del marcador en tierra firme. |
| Idaho       | Oregón             | Washington         | Río serpiente                 | |
| Illinois    | Indiana            | Kentucky           | Río Wabash y Río Ohio         | Evansville, área metropolitana de Indiana. Vea el área tri-estatal de Illinois – Indiana – Kentucky. |
| Illinois    | Indiana            | Míchigan           | lago Míchigan                 | Conocido como Indiana Dunes o Michigan Dunes Area |
| Illinois    | Iowa               | Wisconsin          | Río Misisipi                  | Dubuque, área metropolitana de Iowa. |
| Illinois    | Kentucky           | Misuri             | Río Misisipi y Río Ohio       | Pequeña región de Egipto popularmente etiquetada como un área de tres estados con San Luis, Misuri, Carbondale, área metropolitana de Illinois, y Paducah, Kentucky, como sus núcleos.                                   |
| Illinois    | Míchigan           | Wisconsin          | lago Míchigan                 | |
| Indiana     | Kentucky           | Ohio               | Río de Ohio                   | Cincinnati, área metropolitana de Ohio. El trípode está cerca, pero no precisamente en, la confluencia con el Gran Río Miami.                                                                                            |
| Iowa        | Illinois           | Misuri             | Río Misisipi y Río Des Moines | Frontera con el condado de Lee, Iowa |
| Iowa        | Minnesota          | Wisconsin          | Río Misisipi                  | La Crosse, área metropolitana de Wisconsin. Aparentemente se marcó una vez con un letrero que había sido anclado en la ubicación, pero ese letrero se movió desde 2001.                                                  |
| Iowa        | Misuri             | Nebraska           | Río Misuri                    | |
| Iowa        | Nebraska           | Dakota del Sur     | Big Sioux River y Río Misuri  | Sioux City, área metropolitana de Iowa. |
| Kansas      | Misuri             | Nebraska           | Río Misuri                    | |
| Kentucky    | Misuri             | Tennessee          | Río Misisipi                  | Tres puntos triples separados, debido a los meandros del río (aunque probablemente solo un área triestatal que los rodea a todos). Ver también Kentucky Bend.                                                            |
| Kentucky    | Ohio               | Virginia del Oeste | Big Sandy River y Ohio River  | Huntington (WV) -Ashland (Ky.) - Región de tres estados de Ironton (Oh.). |
| Maryland    | Virginia           | Virginia del Oeste | río Potomac                   | Sin marcar, en la línea de flotación baja, y casi siempre sumergida. |
| Míchigan    | Minnesota          | Wisconsin          | El lago superior              | |
| Minnesota   | Dakota del Norte   | Dakota del Sur     | Río Bois de Sioux             | No directamente marcado y muy probablemente dentro del río. |
| Ohio        | Pensilvania        | Virginia del Oeste | Río de Ohio                   | Técnicamente, el punto de inicio de la Encuesta de tierras públicas de EE. UU., Aunque el monumento real se encuentra a 1,112 pies al norte del trípode debido a su ubicación actual bajo el agua; Pittsburgh Tri-State. |

## Regiones sin trifinios
Las siguientes áreas tri-estatales también son notables, pero no tienen trifinios: 
| Estado 1           | Estado 2           | Estado 3           | Notas |
| ------------------ | ------------------ | ------------------ | --- |
| Alabama            | Florida            | Misisipí           | La región de la costa del golfo. |
| Connecticut        | New Jersey         | Nueva York         | Área metropolitana de Nueva York. Ver Área Metropolitana de Nueva York. |
| Delaware           | Maryland           | New Jersey         | Wilmington, Delaware, área metropolitana |
| Delaware           | Maryland           | Virginia           | Península de Delmarva |
| Idaho              | Montana            | Washington         | Spokane, Washington, área; conectado por la Interestatal 90 |
| Illinois           | Indiana            | Wisconsin          | Área metropolitana de Chicago |
| Kansas             | Oklahoma           | Texas              | El área de Liberal, Kansas, tiene una estrecha relación con los mendigos de Oklahoma y Texas.                                                                                                  |
| Massachusetts      | Maine              | Nuevo Hampshire    | El área metropolitana de Boston a Portland, Maine ; aunque los dos están separados por New Hampshire, Maine era parte de Massachusetts antes de convertirse en un estado separado en 1820.     |
| Nueva York         | Pensilvania        | Ohio               | Área metropolitana de Erie, también conocida como Niagara Frontier y North Coast. Comparte dos trípodes con la provincia de Ontario (PA – ON – OH y PA – ON – NY), ambos dentro del lago Erie. |
| Carolina del Sur   | Carolina del Norte | Tennessee          | Las áreas metropolitanas de Spartanburg, Carolina del Sur, Asheville, Carolina del Norte, Johnson City, Tennessee y Kingsport, Tennessee a lo largo de la Interestatal 26                      |
| Vermont            | Maine              | Nuevo Hampshire    | Norte de Nueva Inglaterra |
| Virginia del Oeste | Virginia           | Carolina del Norte | Sección importante de la Interestatal 77 que conecta Charleston, Virginia Occidental con Charlotte, Carolina del Norte ; pasa por Wytheville, Virginia                                         |